# Ekohandel
Ekohandel är ett begrepp som avser handel med varor som är ett bra alternativ för ett ekologiskt hållbart samhälle. Vilka varor eller produkter som innefattar ekohandel är inte reglerat eller specificerat av något kontrollorgan och kan därmed inte ses som garanti på att dessa är ett bra val med hänsyn till miljön.
Exempel på varor som innefattas i ekohandel:
- Begagnade varor (kläder, möbler)
- Produkter som alstrar el (solceller, vindkraftverk)
- Produkter vars funktion kan spara energi (energimätare, kompostbehållare)
- Varor som är tillverkade av återvunnet material (möbler, skor)
- Varor som producerade så att de lätt kan återvinnas (möbler, elektronik)
- Ekologiska produkter, miljömärkta eller rättvisemärkta varor (livsmedel, förbrukningsvaror)